# Brighter than Gold
Brighter than Gold is een nummer van de Australische band The Cat Empire uit 2013. Het is de eerste single van hun zesde studioalbum Steal the Light.
"Brighter Than Gold" is een vrolijk, opbeurend nummer dat luisteraars aanmoedigt om verder te kijken dan oppervlakkige dingen, en om de schoonheid van het leven in te zien. De tekst illustreert mensen uit verschillende lagen van de bevolking die samenkomen, ongeacht hun verschillen, om iets moois te creëren dat zelfs helderder is dan goud. Het nummer flopte in Australië, het thuisland van The Cat Empire, maar sloeg wel aan in Nederland. De plaat werd 3FM Megahit, en wist ook een 33e positie in de Nederlandse Top 40 te bereiken. Ook in Vlaanderen werd de plaat opgepikt, maar met een 4e positie in de Tipparade was het succes daar matiger dan in Nederland.